# Farid Dms Debah
Farid Dms Debah (sinh ngày 19 tháng 7 năm 1976 tại Paris, Pháp), là một diễn viễn, đạo diễn, biên kịch kiêm nhà sản xuất của hãng phim quốc gia Algérie và Pháp. Ông cũng được biết đến như một nhà nhiếp ảnh và một nhà chính trị gia.

## Cuộc đời và sự nghiệp

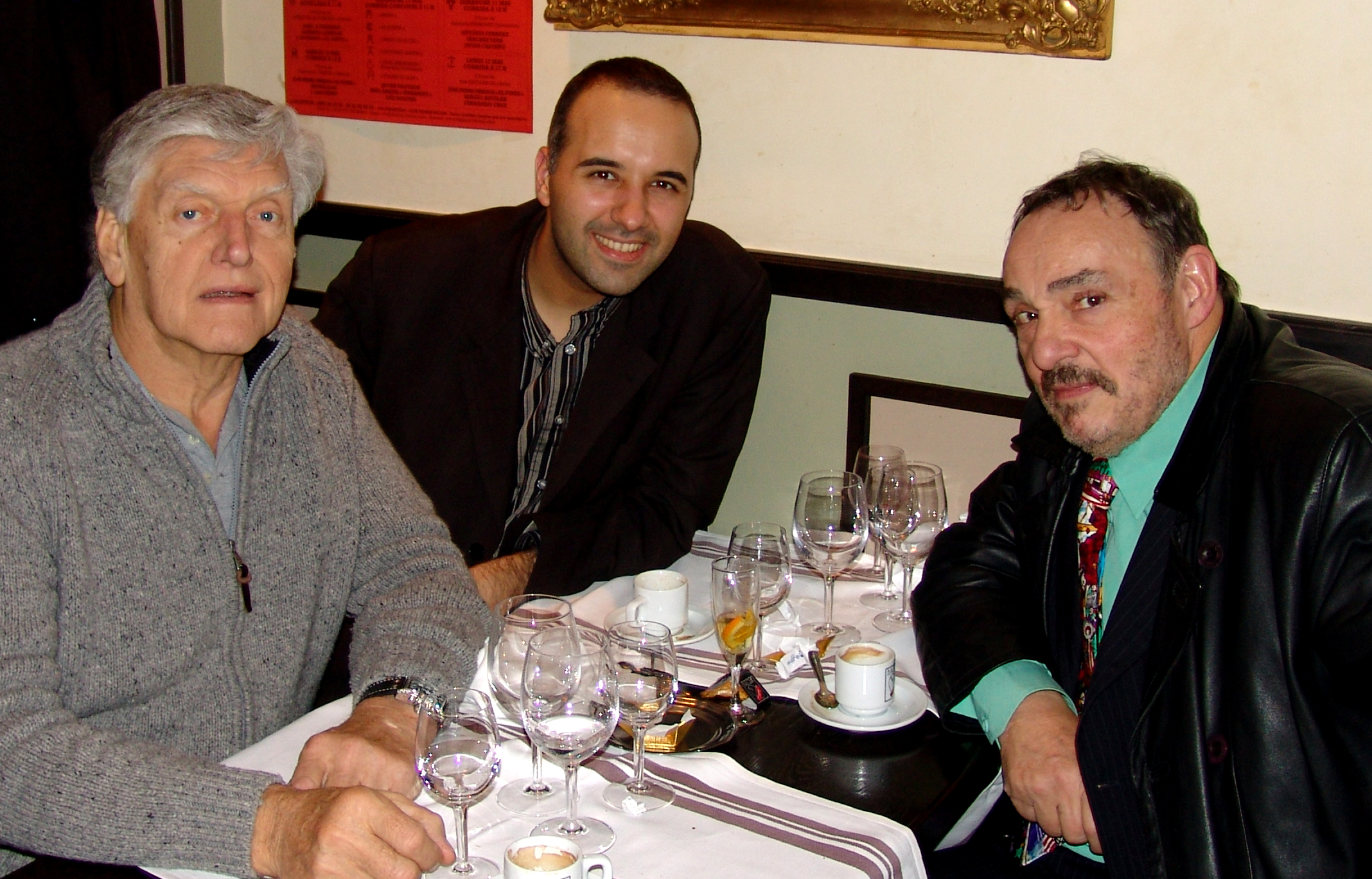
Các nghệ sĩ John Rhys-Davies, David Prowse và Farid Dms Debah trong một Game Show tại Toulouse, Pháp (tháng 11 năm 2008)

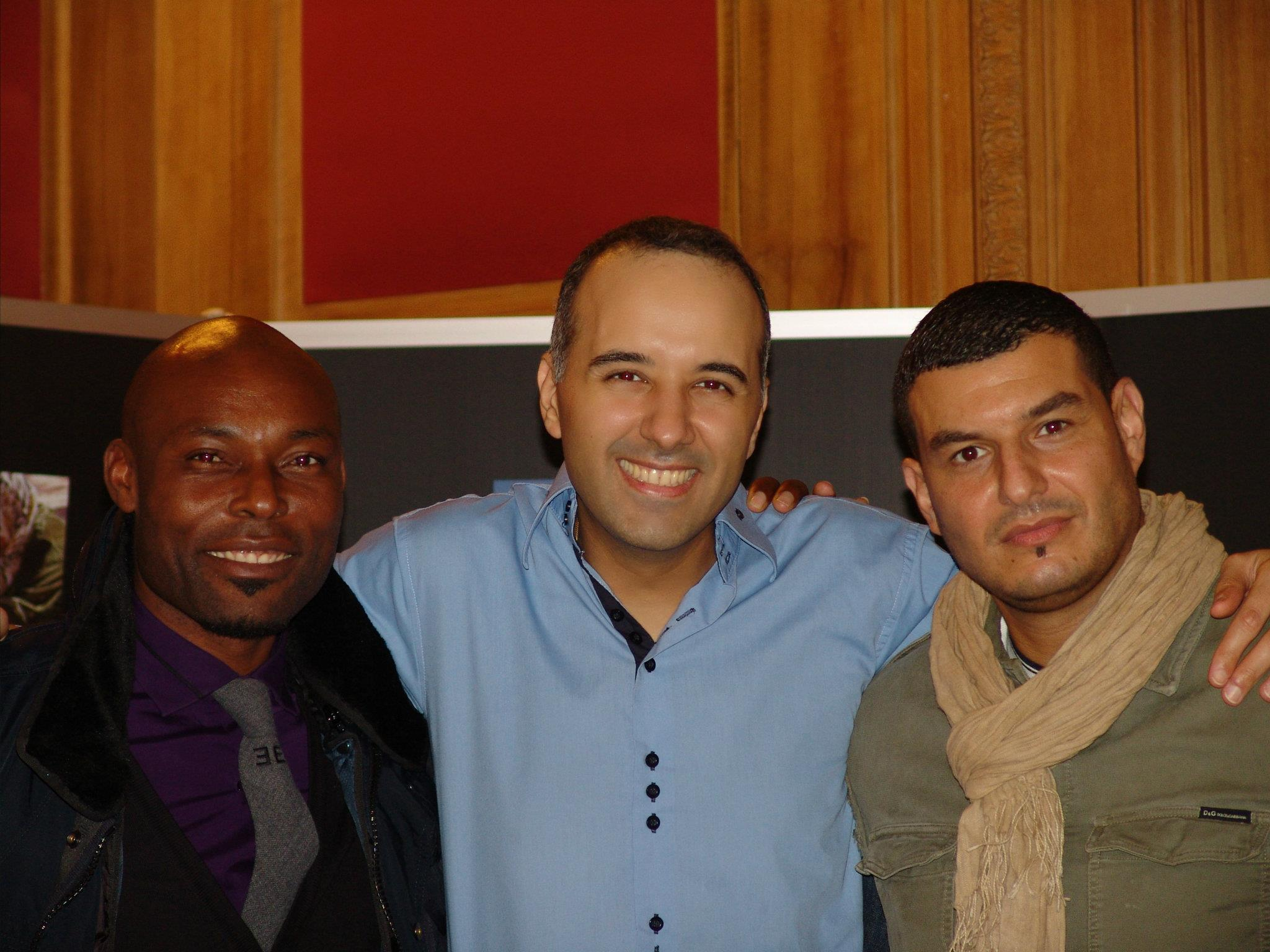
Diễn viên Jimmy Jean-Louis, ca sĩ K-Mel và Farid Dms Debah trong buổi triển lãm tranh Le Trésor des Foggaras (Kho báu của Froggaras) tại Kremlin-Bicêtre, Pháp (Ngày 12 tháng 11 năm 2001)

Farid Dms Debah sinh năm 1976 tại thủ đô Paris (Pháp). Những năm đầu của tuổi niên thiếu ông lớn lên ở Algérie. Tại đây, ông làm quen và tiếp xúc với thế giới âm nhạc đầy hấp dẫn. Bản single đầu tiên ông thu âm vào năm 14 tuổi cùng với người anh trai Yassine và người chị cả Hadia.
Năm 16 tuổi, ông trở về Paris và thành lập công ty máy tính đầu tiên của riêng mình. Sự tò mò thôi thúc kết hợp với bản lĩnh dám nghĩ dám làm của mình, ông rời bỏ công ty máy tính để trở thành nhà sản xuất và người giới thiệu chương trình của đài phát thanh vào năm 18 tuổi. Cũng trong khoảng thời gian này, ông được cấp giấy phép biểu diễn và tổ chức biểu diễn các buổi hoà nhạc World Music trong phạm vi thủ đô Paris và các vùng lân cận.
Ở tuổi 20, thông qua hãng sản xuất phim ngắn mới của mình - DMS Production, ông đạo diễn bộ phim đầu tiên mang tên Venin mortel, với sự tham gia của Élodie Navarre. Bộ phim như một bức chân dung sống động về những ngày đen tối cùng cực của một kẻ nghiện ma tuý. Tác phẩm được trình chiếu tại nhiều liên hoan phim châu Âu, trong đó có thư viện phim ngắn của Paris và thư viện phim điện ảnh của Algérie. Nhờ vào thành công này, ông bắt đầu viết kịch bản cho bộ phim đầu tiên của mình.
24 tuổi, ông bắt đầu mở công ty sản xuất phim điện ảnh Évasion Films và quyết định cống hiến hết mình cho niềm đam mê thực sự: Điện ảnh.
Năm 2001, ông sản xuất và đạo diễn bộ phim Art’n Acte Production (tác phẩm được trao giải thưởng trong nhiều liên hoan phim khác nhau) cùng với sự tham gia diễn xuất của Cristianna Reali, Rachid Arhab, Thierry Beccaro, Henri Guybet, các giọng ca Khaled và K-Mei của nhóm Alliance Ethnik.
Tiếp sau đó, ông lần lượt cho ra đời bộ phim hoạt hình The Firecraker (đoạt giải Grand Prix Hermès tại liên hoan phim Fréjus, Pháp) và Flying Baby do Yves Courbet đạo diễn.
Năm 2002, Farid Dms Debah đoạt giải Beaumarchais dành cho kịch bản phim hay nhất năm với tác phẩm Le Génie de la Théière.
Ngoài ra, ông còn vừa là giám đốc sản xuất vừa là đạo diễn của nhiều video âm nhạc (Daddy Yod, Just a man, Takfarinas…) cho các hãng sản xuất âm nhạc lớn nhất như M6 Interaction hay Sony BMG.
Tháng 8 năm 2004, cùng với các đối tác của mình, ông quyết định đổi tên hãng sản xuất Évasion Films thành DMS DEBAH films.
Tháng 10 năm 2004, ông đạo diễn và chỉ đạo sản xuất một bộ phim có nội dung về bom mìn sát thương cùng sự tham gia của Élodie Navare với tựa đề Le Bourreau des innocents. Tác phẩm này được chính tay nhà làm film Emir Kusturica trao giảo Cành cọ vàng tại liên hoan phim Cannes năm 2007. Bên cạnh giải thưởng ấn tượng này, bộ phim còn nhận được giải Bộ phim được khán giả yêu thích nhất (Le Prix du Public) tại liên hoan phim ngắn quốc tế Saint-Maur năm 2006 và giải Jury Jeunes trong liên hoan phim 24 phim ngắn quốc tế năm 2007.
Ngày 8 tháng 1 năm 2005, ông nhận được huân chương danh dự của thành phố Kremlin-Bicêtre (Pháp) trong sự kiện chúc mừng tổ chức hàng năm của thị trưởng Jean-Luc Laurent.
Cũng trong tháng 1 nắm 2005, ông đã sản xuất bộ phim ngắn của đạo diễn mới nổi Franck Allera với tựa đề Sentence Finale, cùng sự cộng tác của một dàn diễn viên nổi tiếng và tài năng như Hans Meyer, Didier Flamand, Gabrielle Lazure, Marie Marger và Élodie Navarre.
Trong toàn bộ mùa hè năm 2005, ông chịu trách nhiệm sản xuất và đạo diễn rất nhiều các quảng cáo phục vụ thị trường Algérie, đặc biệt là cho hãng điều hành điện thoại di động quốc gia Mobilis.
Năm 2005, ông trở thành thành viên ban giám khảo của liên hoan phim Sarlat (Pháp) và liên hoan phim Cosne sur Loire (Pháp).
Năm 2006, ông viết kịch bản và sản xuất 2 bộ phim hoạt hình ngắn 3D, với tựa đề Namoos, Duel Sanglant và Namoos, Partie de pêche lấy ý tưởng từ hai con muỗi khùng khùng dở dở.
Năm 2012, ông sản xuất và đạo diễn bộ phim tài liệu về lễ hội tôn giáo Aïd al-Adha (hay còn gọi là Aïd el-khebir), dẫn dắt người xem từ những ngày đầu tiên của cuộc hành trình khám phá lễ hội tôn giáo quan trọng bậc nhất và cũng gây nhiều tranh cãi của người Islam. Vượt xa sự tưởng tượng, nhà làm phim đã đi đến và gặp gỡ những nhân vật gây nhiều tranh cãi như Taril Ramadan, Nadia Yassine, hay thậm chí là Joe Regenstein, Giáo sư khoa học thực phẩm của đại học Cornell (Mỹ).
Đã từ nhiều năm, Farid làm việc để tạo dựng một trung tâm điện ảnh tại quê hương Algérie. Ông dành toàn bộ tâm huyết để theo đuổi mục tiêu này bởi ước mơ của ông là tạo ra một cây cầu thực sự kết nối châu Âu và Bắc Phi, góp phần chia sẻ kinh nghiệm trong giới nghệ thuật.
Nguồn động lực lớn và mạnh mẽ từ dự án trên thôi thúc, Farid sản xuất và đạo diễn bộ phim dài đầu tiên của mình với tên gọi Wagon 7, cùng với sự tham gia diễn xuất của diễn viên Jimmy Jean-Louis (của seri phim Những vị anh hùng kiểu Mỹ). Wagon 7 là một bộ phim siêu nhiên giả tưởng, đưa người xem vào một thế giới bí ẩn bị đánh mất giữa ranh giới thế giới thực và phi lý, mỗi nhân vật trong câu chuyện đều bộc lộ rõ những nỗi sợ hãi, những cơn cuồng nộ và sự dũng cảm của chính bản thân. Bản thân Farid cũng sẽ thủ vai một trong những nhân vật chính của tác phẩm này.

## Con đường chính trị
Ngay từ khi còn trẻ, Farid đã tham gia các hoạt động mang tính tập thể và chính trị dưới sự dẫn dắt của cha mẹ, nhất là của mẹ ông. Ở tuổi 20, ông gia nhập hiệp hội quản lý tài năng nghệ thuật trẻ (AMJA) nhằm mục đích giúp đỡ những nghệ sĩ trẻ đang trong giai đoạn khẳng định tài năng, đặc biệt tại những quốc gia đang phát triển.
Trong quá trình hoạt động cộng đồng của mình, ở tuổi 21, ông là người trẻ nhất được biệt phái tới Uỷ ban thanh thiếu niên Algérie theo quyết định của Bộ trưởng bộ ngoại giao và làm việc thường xuyên trong các ban đối phó với tư cách một công dân mang hai quốc tịch. Ông tham gia nhiều hội nghị tại Algérie, một vài tháng sau đại hội giới trẻ toàn cầu tại Lisbonne, ông đã được gặp gỡ Tổng thư ký liên hiệp quốc, Koffi Annan, trong những cuộc hội thảo bàn về điều kiện của giới trẻ tại những nước đang phát triển.
Năm 2008, ông thành lập Tổ chức quảng bá tư duy sáng tạo độc lập truyền thông (l’Association pour la Diffusion des Créations Audiovisuelles Indépendantes), nhằm mục đích tăng cường tình đoàn kết và hữu nghị giữa các nền văn hoá, thúc đẩy việc phổ biến và tăng khả năng tư duy sáng tạo độc lập của nền điện ảnh thế giới, chính xác hơn là nền điện ảnh dân tộc thiểu số.
Năm 2012, ông tham gia cuộc bầu cử quốc hội với tư cách là ứng cử viên độc lập của khu vực bầu cử thứ hai của Paris, ông nhận được 0,09% phiếu bầu.

## Sự nghiệp nhiếp ảnh
Farid trưng bày nhiều tác phẩm nhiếp ảnh đánh dấu chặng đường tìm hiểu tư liệu trong tài liệu dân tộc học của mình với tựa đề Le Trésor des Foggaras, tái hiện lại hệ thống tưới tiêu hàng nghìn năm tuổi của sa mạc Sahara - hiện nay vẫn chưa rõ nguồn gốc mặc dù đã có rất nhiều các giải thiết được đặt ra. Triển lãm ảnh này tái hiện lại cho người xem thế giới khắc nghiệt của cư dân bản địa sinh sống giữa chốn xa mạc Algérie. Triển lãm đã được giới thiệu tại phòng hội đồng quản trị toà thị chính thành phố Kremlin-Bicêtre nhân dịp kỷ niệm lần thứ 14 Tuần đoàn kết Quốc tế.

## Danh hiệu và giải thưởng
Huân chương danh dự
- 2005: Huân chương danh dự của thành phố Kremlin-Bicêtre (Pháp).

Giải thưởng
- 2002: Tác phẩm Le Génie de la théière đoạt giải Lauréat Beaumarchais (SACD) cho kịch bản phim xuất sắc nhất.
- 2003: Giải Grand Prix Hermès tại liên hoan phim quốc tế Fréjus (Pháp) trao cho tác phẩm The Firecracker.
- 2004: Giải khán giả yêu thích nhất tại liên hoan phim quốc tế Sarlat (Pháp) trao cho tác phẩm Art’n Acte Production
- 2004: Giải phim ngắn xuất sắc nhất tại liên hoan phim Cosne-sur-Loire (Pháp) trao cho tác phẩm Art’n Acte Production
- 2004: Giải tác phẩm ấn tượng nhất tại liên hoan đạo diễn trẻ Địa Trung Hải tại Larissa (Hy Lạp) trao cho tác phẩm Art’n Acte Production
- 2006: Giải khán giả yêu thích tại liên hoan phim quốc tế Saint Maur (Pháp) cho tác phẩm Le bourreau des innocents
- 2007: Cành cọ vàng tại liên hoan phim quốc tế Cannes (Pháp) cho tác phẩm Le bourreau des innocents
- 2007: Giải Jury Jeune tại liên hoan 24 phim quốc tế (Pháp) cho tác phẩm Le bourreau des innocents

## Mục lục phim

### Phim điện ảnh
| Năm sản xuất | Tựa đề                                | Tựa đề Tiếng Anh                  | Vai trò tham gia | Vai trò tham gia | Vai trò tham gia | Vai trò tham gia | Ghi chú khác |
| Năm sản xuất | Tựa đề                                | Tựa đề Tiếng Anh                  | Diễn viên        | Nhà biên kịch    | Sản xuất         | Đạo diễn         | Ghi chú khác |
| ------------ | ------------------------------------- | --------------------------------- | ---------------- | ---------------- | ---------------- | ---------------- | --- |
| 1996         | Venin mortel                          |                                   | Có               | Có               | Có               | Có               | |
| 2001         | Art’n Acte Production                 |                                   |                  | Có               | Có               | Có               | Giải khán giả yêu thích nhất tại liên hoan phim quốc tế Sarlat (Pháp) Giải phim ngắn xuất sắc nhất tại liên hoan phim Cosne-sur-Loire (Pháp) Giải tác phẩm ấn tượng nhất tại liên hoan đạo diễn trẻ Địa Trung Hải tại Larissa (Hy Lạp) |
| 2001         | The Firecracker                       |                                   |                  |                  | Có               |                  | Giải Grand Prix Hermès tại liên hoan phim quốc tế Fréjus (Pháp) Đạo diễn bởi Yves Courbet |
| 2001         | Flying Baby                           |                                   |                  |                  | Có               |                  | Đạo diễn bởi Yves Courbet |
| 2002         | Lucie Carrasco, une histoire d'Hommes |                                   |                  | Có               | Có               | Có               | Hợp tác đạo diễn cùng Bina Znamirowski |
| 2004         | Le Bourreau des innocents             | The Executionner of the Innocents |                  | Có               | Có               | Có               | Giải khán giả yêu thích tại liên hoan phim quốc tế Saint Maur (Pháp) Cành cọ vàng tại liên hoan phim quốc tế Cannes (Pháp) Giải Jury Jeune tại liên hoan 24 phim quốc tế (Pháp).                                                       |
| 2004         | Namoos, Duel Sanglant                 | Namoos, Bloody Duel               |                  | Có               | Có               |                  | Đạo diễn bởi Yves Courbet |
| 2004         | Namoos, Partie de Pêche               | Namoos, Fishing Party             |                  | Có               | Có               |                  | Đạo diễn bởi Yves Courbet |
| 2005         | Sentence finale                       | Final Sentence                    |                  |                  | Có               |                  | Đạo diễn bởi Frank Allera |
| 2008         | Urban Black                           |                                   | Có               | Có               | Có               | Có               | |
| 2013         | A la découverte de l'Aïd al-Adha      |                                   | Có               | Có               | Có               | Có               | |

### Quảng cáo
- 2002: Lucie Carrasco – Nước hoa.
- 2005: Mobillis, 2 triệu thuê bao.
- 2005: Mobillis, dấu ấn.
- 2005: Mobilink, Oria.
- 2010: Big Media US.
- 2012: Gametoo, phòng tắm hơi.
- 2012: Gametoo, sự cuồng nhiệt của cuộc sống.

### Phim ngắn
- 2002: Daddy Yod – Show girl.
- 2003: Just a Man – I’m sorry (Hợp tác sản xuất).
- 2004: Antonio & Co. – Superficial.
- 2005: Takfarinas – Torero.